# Twee pop
Twee pop – rodzaj indie popu, kojarzony z prostymi, słodkimi melodiami i tekstami, często połączonymi z jangle popowym brzmieniem gitar. Swój początek miał w roku 1986, gdy magazyn New Musical Express opublikował kompilację "C86", zawierającą utwory takich zespołów, jak The Pastels i Primal Scream.
Uznaje się, że największy wpływ na grupy twee popowe miał postpunkowy zespół Television Personalities, jak również grupy Buzzcocks i Ramones.

## Lista zespołów twee popowych
- Acid House Kings
- Amida
- Architecture in Helsinki
- All Girl Summer Fun Band
- Baby Calendar
- Beat Happening
- Beatnik Termites
- Belle & Sebastian
- Blueboy
- The Bodines
- Camera Obscura
- Clag Manicaus
- The Boy Least Likely To
- Boyracer
- The Brilliant Corners
- The Chesterfields
- Close Lobsters
- Confetti
- Courtneys
- Crayon
- Cub
- The Desert Wolves
- Dressy Bessy
- Dýrðin
- Enon
- The Farmers Boys
- Fat Tulips
- The Field Mice
- The Flatmates
- The Gentle Waves
- Half-Handed Cloud
- Heavenly
- The Hidden Cameras
- Holiday
- Lois
- Look Blue Go Purple
- Love Parade
- The Lucksmiths
- The Man From Delmonte
- McCarthy
- The Melons
- Merricks
- Moving Pictures
- My Little Airport
- Pony Up!
- The Pastels
- Red Sleeping Beauty
- The Siddeleys
- Small Factory
- Suburban Kids With Biblical Names
- Talulah Gosh
- The Tidy Ups
- Tiger Trap
- Trembling Blue Stars
- Tsunami
- Tullycraft
- Turin Brakes
- The Velvet Crush
- Voxtrot
- The Would-be-goods